# Nowa Kamjanka (Beryslaw)
Nowa Kamjanka (ukrainisch Нова Кам'янка; russisch Новая Каменка Nowaja Kamenka) ist ein Dorf im Norden der ukrainischen Oblast Cherson mit etwa 300 Einwohnern (2024).
Das 1836 gegründete Dorf  liegt auf einer Höhe von 71 m am Ufer der Kamjanka (Кам'янка), die sich vor ihrer Mündung in den zum Kachowkaer Stausee angestauten Dnepr zur Respublikanez-Bucht (Балка Республіканець Balka Respublikanez) weitet.
Das Dorf befindet sich etwa 25 km südöstlich vom ehemaligen Rajonzentrum Welyka Oleksandriwka und etwa 130 km nordöstlich vom Oblastzentrum Cherson. Östlich vom Dorf liegt der ehemalige „Flugplatz Nowa Kamjanka“ (Аэродром Новая Каменка).
Am 12. Juni 2020 wurde das Dorf ein Teil der Landgemeinde Mylowe; bis dahin bildete es zusammen mit dem Dorf Nowohryhoriwka (Новогригорівка) die Landratsgemeinde Nowa Kamjanka (Новокам'янська сільська рада/Nowokamjanska silska rada) im Osten des Rajons Welyka Oleksandriwka.
Seit dem 17. Juli 2020 ist sie ein Teil des Rajons Beryslaw.